# Samba-corrido
La samba-corrido (également connue sous le nom de samba-de-primeira) est un sous-genre de la samba de roda existant à Bahia, sans seconde partie, chronologiquement intermédiaire entre la samba rurale primitive et la samba urbaine moderne.